# Ranvierov zažetek
Ranvierov zažetek, tudi Ranvierjev zažetek ali Ranvierjev zažemek, je zoženje mielinske ovojnice na mestu, kjer se stikata sosednji nevrolemski (Schwannovi) celici. Posamezen zažetek, torej področje celične membrane brez mielinske ovojnice, meri okoli 1 mikrometer v dolžino. Mielinska ovojnica nudi celični membrani zelo dobro izolacijo, Ranvierovi zažetki pa nimajo električne izolacije in zato se lahko na njih proži električni dražljaj. Na mieliniziranih vlaknih z Ranvierovimi zažetki se akcijski potencial prevaja skokovito. Mielinsko ovojnico aksonom zagotavljajo tesno prilegajoči se oligodendrociti v osrednjem živčevju in Schwannove celice v obkrajnem živčevju.

## Zgodovina
Mielinsko ovojnico je leta 1854 je odkril in poimenoval nemški patolog Rudolf Virchow. Kasneje je francoski patolog in anatom Louis-Antoine Ranvier odkril zažetke, ki prekinjajo mielin in ki so jih kasneje poimenovali njemu v čast. Po tem odkritju se je Ranvier posvetil poglobljenemu proučevanju mielinske ovojnice in Schwannovih celic.

## Vloga

### Akcijski potencial
Akcijski potencial je prehodni preobrat membranskega potenciala in med vzburjenjem potuje vzdolž celične membrane (aksona ali skeletnega mišičnega vlakna). Proženje in prevajanje akcijskih potencialov je temeljni način komunikacije živčevja. Ta kratkotrajen membranski preobrat omogočajo napetostno odvisni ionski kanalčki v plazemski membrani.
Akcijski potencial potuje iz enega mesta na celici na drugega, vendar je transport ionov možen le na nemieliziranih območjih, torej na aksonu le na Ranvierovih zažetkih. Zato akcijski potencial skače iz enega zažetka na drugega in ne potuje nepretrgano po aksonu, kot se dogaja na nemieliziranih aksonih. To omogočajo napetostno odvisni natrijevi in kalijevi kanalčki, ki so zbrani v zažetkih.

### Skokovito prevajanje
Glede na mieliziranost aksona lahko akcijski potencial vzdolž njega potuje nepretrgano (po nemieliziranem aksonu) ali skokovito (po mieliziranem aksonu). Naboj se pasivno seli iz enega zažetka na drugega in tam povzroči depolarizacijo do pražne vrednosti in na sosednjem zažetku se sproži akcijski potencial. Le-ta se nato pasivno prenese na naslednji sosednji zažetek in tam prav tako sproži nov akcijski potencial ...
Skokovito prevajanje vzburjenja ima dvoje prednosti: energetsko je varčnejše, saj aktivira manj natrij-kalijevih kanalčkov, prevajanje pa je tudi bistveno hitrejše, kar omogoča hitrejšo interakcijo med nevroni.